# Vannevar Bush
Vannevar Bush (Everett (Massachusetts), 11 maart 1890 – Belmont (Massachusetts), 28 juni 1974) was een Amerikaans ingenieur en wetenschapsbeheerder, vooral bekend vanwege zijn politieke rol in de ontwikkeling van de atoombom en zijn idee voor de Memex, dat tegenwoordig alom beschouwd wordt als basisconcept voor het latere World Wide Web. Zijn voornaam wordt uitgesproken als Ven-NIE-var.

## Carrière
Bush, die in 1913 afstudeerde aan de Tuftsuniversiteit in Cambridge (Massachusetts), verwierf in 1917 een doctorstitel in de technische wetenschappen aan de Harvard-universiteit en het daaraan gelieerde Massachusetts Institute of Technology (MIT). Zijn promotor was Arthur Edwin Kennelly, de uitvinder van de elektriciteitsmeter en de elektrostatische voltmeter.
Tijdens de Eerste Wereldoorlog werkte Bush voor de Nationale Onderzoeksraad (National Research Council) aan de ontwikkeling van betere technieken voor duikbootdetectie. In 1919 werd hij aangesteld als wetenschappelijk medewerker van de afdeling Elektrotechniek van het MIT, waar hij van 1923 tot 1932 een professoraat bekleedde. 
Hij construeerde een Differentiaal-Analisator, een analoge computer die differentiaalvergelijkingen met wel 18 onafhankelijke variabelen kon oplossen. Een direct gevolg van zijn werk aan het MIT was de geboorte van de ontwerptheorie voor digitale schakelingen door Claude Shannon, een van de studenten die onder hem promoveerden. Van 1932 tot 1938 werd Bush conrector en decaan van technische wetenschappen aan het MIT.
In 1939 aanvaardde Bush de prestigieuze aanstelling tot directeur van het Carnegie Institute of Technology in Washington, dat jaarlijks grote sommen geld voor onderzoek doteerde. Als directeur kon Bush het wetenschappelijk onderzoek in de Verenigde Staten beïnvloeden in de richting van militaire doeleinden en kon hij de regering informeel van advies dienen over wetenschappelijke onderwerpen. In 1939 trad hij volledig en nu ook openlijk de politieke arena binnen met zijn benoeming tot voorzitter van de Nationale Adviescommissie voor Aeronautica (National Advisory Committee for Aeronautics).

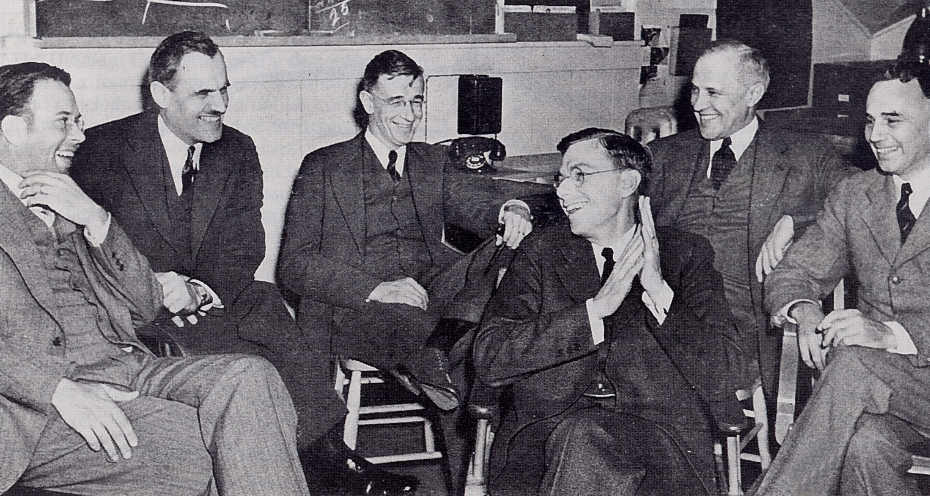
Vannevar Bush in zijn element: een vergadering aan de Universiteit van Berkeley (1940) met v.l.n.r. Ernest Lawrence, Arthur Compton, Bush, James Conant, Karl Compton en Alfred Loomis

In 1940 werd Bush voorzitter van de Nationale Onderzoekscommissie voor Defensie (National Defense Research Committee (NDRC)). Bush had zelf aangedrongen op de totstandkoming van dit orgaan, omdat hij tijdens de Eerste Wereldoorlog met lede ogen het gebrek aan samenwerking tussen civiele wetenschappers en het leger had aangezien. Op 12 juni 1940 wist hij een onderhoud te regelen met de Amerikaanse president; in zijn koffer had hij slechts één velletje papier met een beschrijving van de door hem voorgestelde commissie. Roosevelt had niet meer dan tien minuten nodig om er zijn goedkeuring over uit te spreken. In regeringskringen werd vervolgens geklaagd dat Bush met voorbijgaan aan alles en iedereen een greep naar de macht had gedaan. Een zienswijze die Bush zelf later zou onderschrijven: "Zo was het inderdaad precies." Uiteindelijk zou zijn coördinatie van wetenschappelijke inspanningen instrumenteel blijken voor de uiteindelijke overwinning van de Geallieerden in de Tweede Wereldoorlog. 
In 1941 werd de NDRC onderdeel van het Bureau voor Wetenschappelijk Onderzoek en Ontwikkeling (Office of Scientific Research and Development), met Bush als directeur - het bureau dat uiteindelijk de leiding zou krijgen over het Manhattanproject en dat gedurende de Tweede Wereldoorlog ook alle overige wetenschappelijke onderzoeksinspanningen ten behoeve van het leger zou coördineren.
In juli 1945 stelde hij in zijn rapport Wetenschap, de Eindeloze Grens (Science, The Endless Frontier) de vorming voor van wat in 1950 de Nationale Stichting voor Wetenschap (National Science Foundation) zou worden, in een poging de banden tussen wetenschap, industrie en leger, zoals die tijdens de oorlog waren ontstaan, officieel te bestendigen. Bush trad bovendien op als mede-oprichter van Raytheon, het bedrijf dat een belangrijke rol zou gaan spelen in de naoorlogse defensie-industrie.
In 1943 ontving Bush de IEEE Edison Medal van de AIEE (nu IEEE) 'voor zijn bijdrage aan de vooruitgang van de elektrotechniek, in het bijzonder door de ontwikkeling van nieuwe toepassingen van de wiskunde ter oplossing van technische problemen en voor zijn uitmuntende dienstbetoon aan de natie bij de aansturing van het onderzoeksprogramma ten behoeve van de oorlogsvoering'.
In 1980 stelde de Nationale Stichting voor Wetenschap de Vannevar Bush Onderscheiding in ter ere van bijzondere verdiensten ten gunste van de publieke zaak.
Een van de studenten voor wie Bush aan het MIT als promotor optrad, Frederick Terman, zou later een belangrijk aandeel hebben in het ontstaan van "Silicon Valley".

## Persoonlijk leven
Op 5 september 1916 trad Vannevar Bush in Chelsea (Massachusetts) in het huwelijk met Phoebe Davis. Uit deze verbintenis werden twee zonen geboren: Richard Davis Bush en John Hathaway Bush.  Vannevar Bush stierf in 1974 op 84-jarige leeftijd aan de gevolgen van een longontsteking, na een beroerte, in Belmont (Massachusetts).

## Publicaties
- 1922, Principles of Electrical Engineering.
- 1929, Operational Circuit Analysis.
- 1945, 	juli, "As We May Think", Atlantic Monthly.
- 1945, Science: The Endless Frontier, een rapport, uitgebracht aan president Roosevelt, waarin Bush in grote lijnen zijn voorstellen voor de naoorlogse Amerikaanse politiek ten aanzien van wetenschap en technologie beschrijft.
- 1946, Endless Horizons, een verzameling essays en toespraken.
- 1949, "Modern Arms and Free Men", een discussie over de rol van de wetenschap bij het behoud van democratische instellingen.
- 1967, Science Is Not Enough, essays.
- 1970, "Pieces of the Action", een onderzoek naar de relatie tussen wetenschap en staat.

## Biografie
- Zachary, G. Pascal, Endless Frontier: Vannevar Bush, Engineer of the American Century (MIT Press, 1999).